# Joe and Mary
Joe and Mary è una canzone rock scritta da Bryan Adams e Gretchen Peters,  è stata pubblicata il 15 novembre 2019 per il nuovo EP intitolato Christmas.
il 25 novembre 2019, in seguito alla sua uscita per l'EP di Natale, Adams ha pubblicato il video per la sua nuova canzone.

## Video
Diretto da Adams, il video mostra il rocker canadese che reinventa la classica storia natalizia di Joseph e Mary (Giuseppe e Maria), come una classica storia d'amore rock and roll, con i genitori di Gesù che fuggono dalla loro piccola città e trovano un rifugio sicuro per se stessi e il loro bambino non ancora nato. Ambientato nelle strade di Vancouver, a bordo di una Buick Gran Sport, il ruolo della incinta "Mary" è interpretato dalla cantante Kessi Blue, ci sono tre "Harleysti" nel video che rappresentano i 3 magi.

## Formazione
- Bryan Adams — voce, chitarra elettrica, basso, batteria e piano
- Keith Scott — chitarra elettrica
- Gretchen Peters — cori

### Personale tecnico
- Bryan Adams — produttore
- Hayden Watson — Mixer, Ingegnere di registrazione
- Annie Kennedy — Assistente Mixer, Assistente Ingegnere della registrazione